# Рибицький Іван Васильович
Рибицький Іван Васильович (21.05.1936, Цвітоха Славутського р-ну — ? 07.2005, Вінницька обл.) — український поет, член Спілки письменників України, лауреат обласної літературної премії імені Володимира Булаєнка.

## Біографія
Рибицький Іван Васильович народився 21 травня  1936 року в с. Цвітоха Славутського району.
1954 року закінчив Теофіпольську середню школу, вступив на факультет журналістики Львівського державного університету ім. І. Я. Франка. Після закінчення університету працював у редакціях хмельницьких обласних газет «Радянське Поділля» (нині «Подільські  вісті»), «Прапор юності», «Корчагінець». Усередині 60-х років працював у львівській молодіжній газеті «Ленінська молодь». 
1977 року переїхав із Хмельницького у Дніпропетровськ, де працював редактором видавництва «Промінь».
У травні 2005 року повернувся на Вінниччину, помер у липні 2005 року.

## Творчість
Іван Рибицький розпочав писати вірші ще у шкільні роки, з якими він виступав на сцені сільського клубу с. Цвітоха, публікував їх у шкільній стіннівці, був активним учасником учнівської художньої самодіяльності. Вперше опублікував свої поезії у студентські роки у збірці «Провесінь» та в альманасі «Літературне Поділля» (1958)
У своїх віршах Іван Рибицький оспівував красу рідної землі, разом з тим поета тривожить і тема сьогоднішнього дня, боротьба за світле майбутнє, утвердження великого ймення Людини.
Остання книга, однотомник творів «Стодоля», вийшла після смерті письменника.
Іван Рибицький також писав гумористичні і сатиричні твори. У книзі «Стодоля» представлено його фейлетони, прозові та віршовані твори. 

## Твори
1. Вишнева задума: поезії. — К.: Молодь, 1974. — 50 с.
2. Озброєне серце: поезії. — К.: Молодь, 1963. — 57 с.
3. Свідок весни: поезії. — Дніпропетровськ, 1981. — 63 с.
4. Хвилини і хвилі: поезії. — К.: Рад. письм., 1969. — 64 с.
5. Любив до півночі бариться: [вірш] // Поділля. — 1998. — 3 квіт.
6. Літературна Хмельниччина ХХ століття [Текст]: хрестоматія / упоряд. М. Ф. Федунець ; ред. рада: В. І. Горбатюк, Б. А. Грищук, В. П. Мацько [та ін.]. — Хмельницький: [Поліграфіст], 2005. — 608 с.
7. Поезія-84: збірник. Вип.1 / [упоряд. М. В. Луків, Б. П. Степанюк]. — К. : Рад. письменник, 1984. — 175 с. — 1,40.
8. Труд переростає у красу: поезії / [упоряд. Б.Демків]. — К. : Молодь,1976. — 159 с. — 0,84.
9. Стодоля: вибрані поезії, переклади, проза, спогади / І. В. Рибицький. — Хмельницький: Цюпак А. А., 2011. — 300 с.